# Фондамант
Фондама́нт (фр. Fondamente, окс. Fondamenta) — коммуна во Франции, находится в регионе Окситания. Департамент — Аверон. Входит в состав кантона Корню. Округ коммуны — Мийо.
Код INSEE коммуны — 12155.
Коммуна расположена приблизительно в 560 км к югу от Парижа, в 140 км восточнее Тулузы, в 70 км к юго-востоку от Родеза. В состав коммуны входят деревни Сен-Морис-де-Сорг и Монпан.
До 1987 года коммуна носила название Монпа́н (фр. Montpaon).

## Население
Население коммуны на 2008 год составляло 298 человек.
| 1962 | 1968 | 1975 | 1982 | 1990 | 1999 | 2008 |
| ---- | ---- | ---- | ---- | ---- | ---- | ---- |
| 280  | 361  | 302  | 295  | 316  | 303  | 298  |

## Экономика
В 2007 году среди 167 человек в трудоспособном возрасте (15—64 лет) 117 были экономически активными, 50 — неактивными (показатель активности — 70,1 %, в 1999 году было 65,9 %). Из 117 активных работали 109 человек (58 мужчин и 51 женщина), безработных было 8 (3 мужчин и 5 женщин). Среди 50 неактивных 10 человек были учениками или студентами, 23 — пенсионерами, 17 были неактивными по другим причинам.

## Достопримечательности
- Старый мост в деревне Сен-Морис-де-Сорг (XVIII век). Памятник истории с 1969 года[3]
- Романская церковь Св. Петра (XII век)

## Фотогалерея

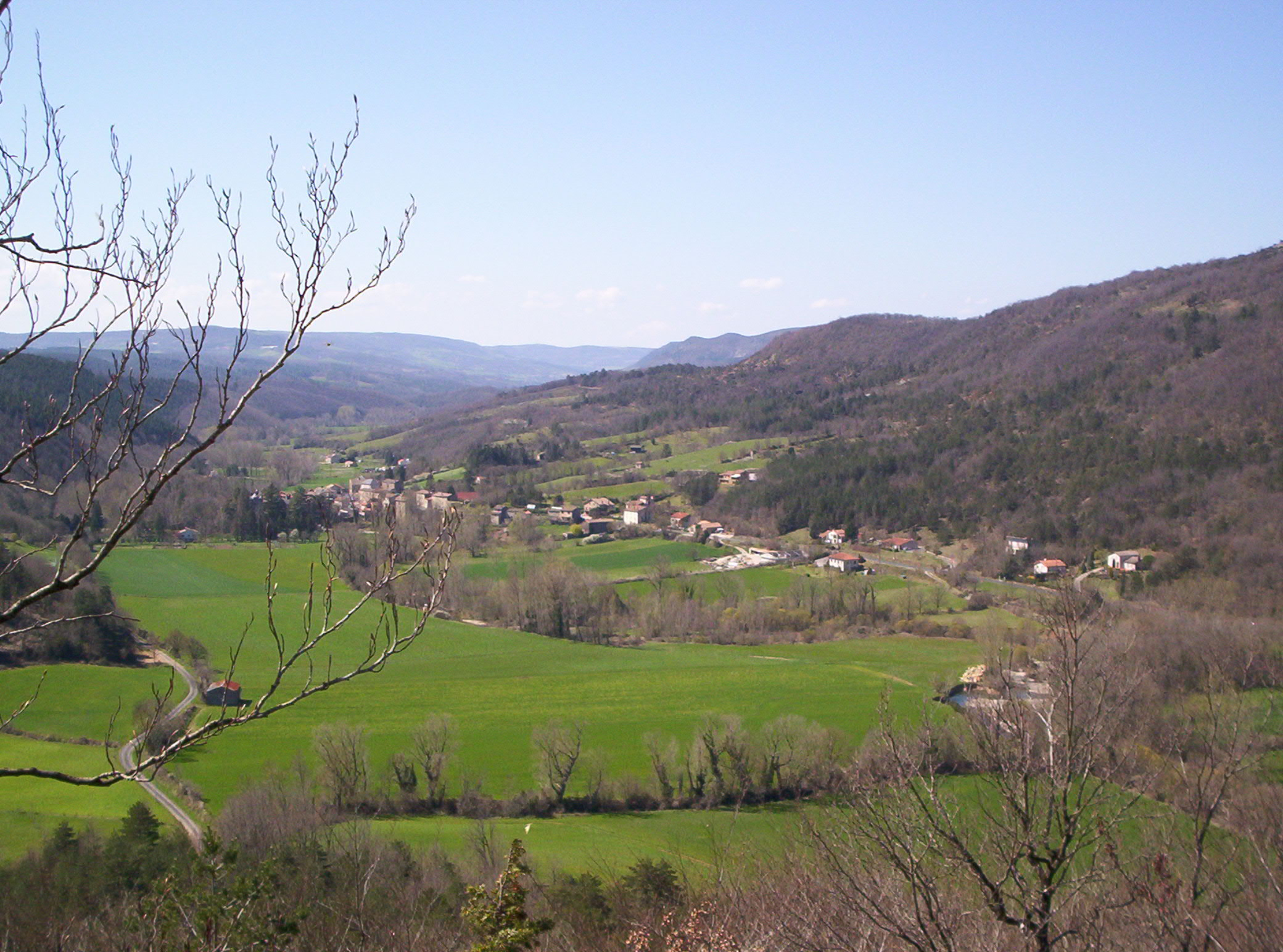
Деревня Сен-Морис-де-Сорг
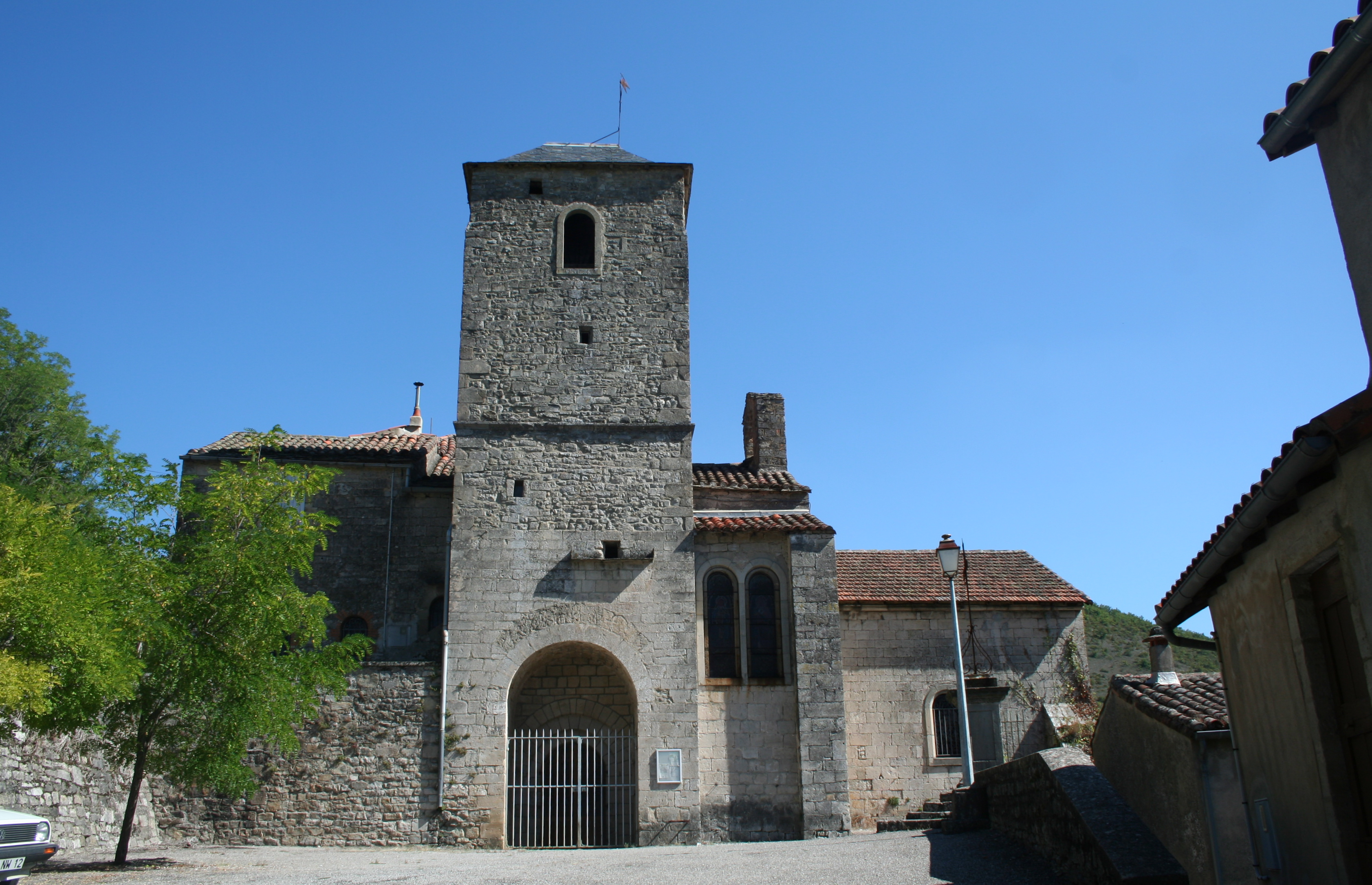
Церковь Св. Петра
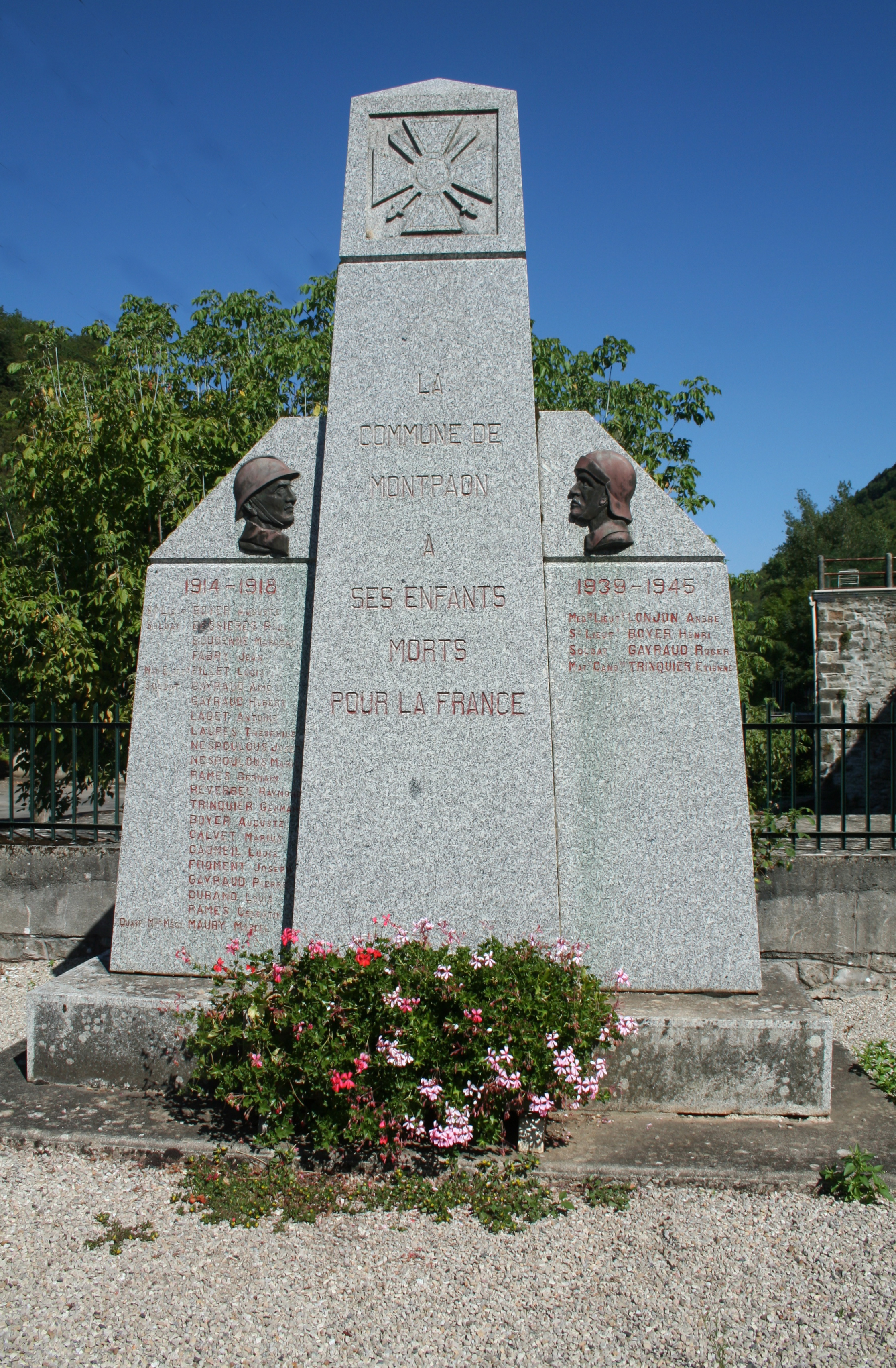
Памятник погибшим в Первой и Второй мировых войнах
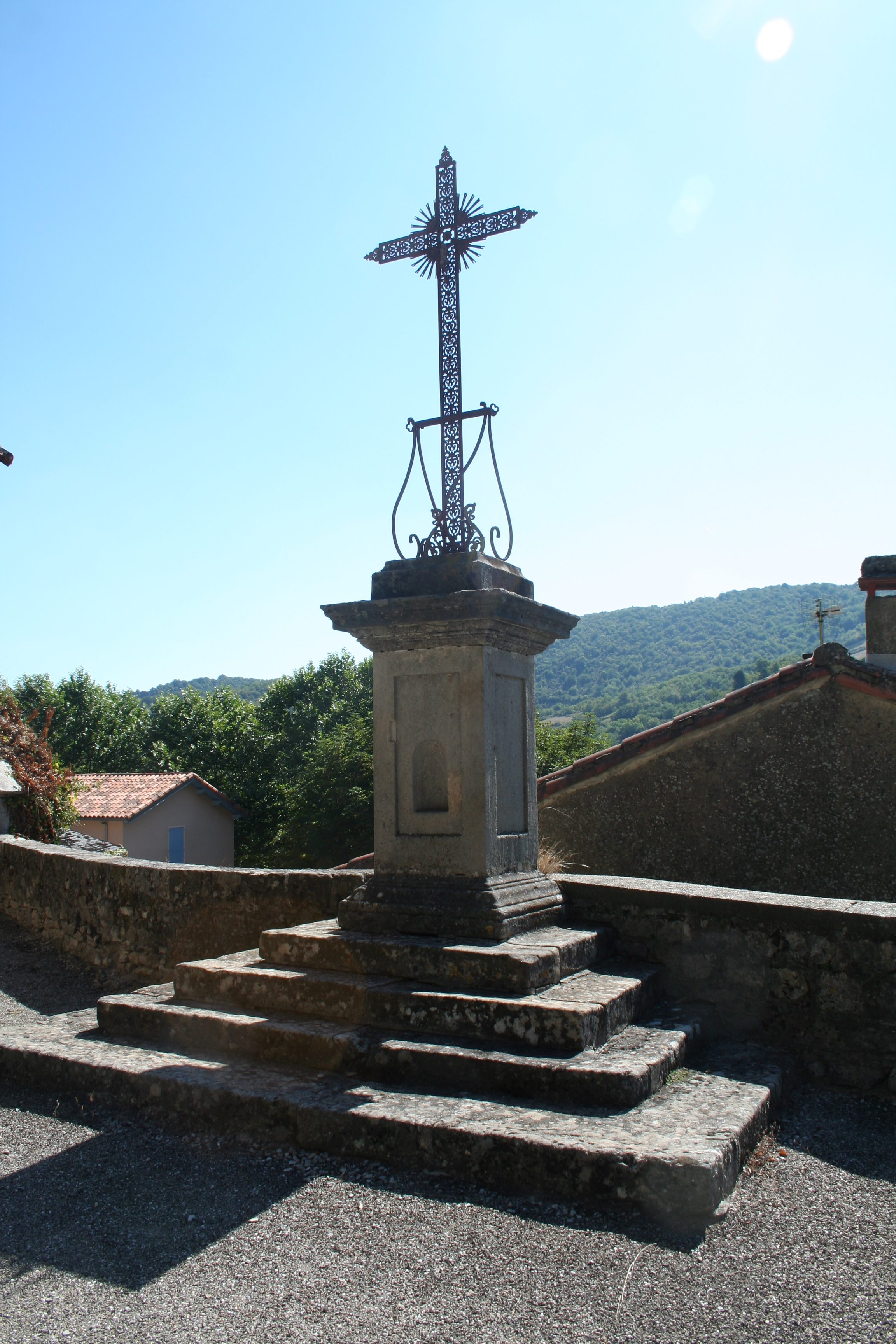
Крест